# Alexander Girard
Alexander Hayden Girard (* 24. Mai 1907 in New York City; † 31. Dezember 1993 in Santa Fe, New Mexico) war ein US-amerikanischer Architekt, Innenarchitekt, Designer, Kunstsammler und Mäzen. Er entwarf Textilien, Tapeten, Möbel, Schriftzüge und Corporate Design. Zudem gestaltete er Ausstellungen und Interieurs. Seine farbenfrohen Motive zeigen teils geometrische Formen, teils entstanden stilisierte Ornamente nach Objekten in der Natur. Mit seiner Frau Susan trug er eine Sammlung von Volkskunst zusammen, die seit 1978 im Santa Fe Museum of International Folk Art zu sehen ist.

## Leben

### Familie und Ausbildung
Alexander Girard kam 1907 in New York City zur Welt. Sein Vater Carlo Matteo Girard war Italiener mit französischen Vorfahren, die Mutter Lezlie, geborene Cutler, war US-Amerikanerin. Der von den Eltern Sandro genannte Alexander Girard hatte einen Bruder und eine Schwester. Er wuchs zweisprachig (englisch/italienisch) in Florenz auf, wo die Familie das Anwesen La Lucciola bewohnte und der Vater ein Antiquitätengeschäft betrieb.
Alexander Girard besuchte seit dem zehnten Lebensjahr das englische Internat Bedford Modern School. Fern der Heimat und von der Familie getrennt, begann er sich ein imaginäres Land, die Republic of Fife, auszudenken. Hierfür entwarf er Landkarten, Flaggen, Geldscheine, Münzen, Briefmarken und Spiele. Bei seinen Bildideen griff er auf Motive der italienischen Renaissance zurück, beispielsweise auf die Wappen der Florentiner Gilden. Nach Beendigung der schulischen Ausbildung 1924 studierte Girard Architektur an der Architectural Association School of Architecture in London und schloss das Studium 1929 mit Auszeichnung ab. Anschließend studierte er 1930/1931 Architektur an der Scuola Reale di Architettura in Rom. Zudem arbeitete er bis 1932 für Architekturbüros in Paris und Stockholm. Von 1932 bis 1935 folgte ein Architekturstudium an der New York University, wodurch er die Berechtigung erhielt, sich als selbstständiger Architekt (Registered architect) in den Vereinigten Staaten niederzulassen. Er wurde danach Mitglied der Architectural League of New York und des American Institute of Decorators.

### Erste Aufträge als Innenarchitekt
Girards Interesse galt von Beginn an der Gestaltung von Inneneinrichtungen und dem Design. Zu seinen ersten Aufträgen gehörte die Ausstattung der Schauräume der Florentiner Kunsthandwerkergilde auf der Weltausstellung in Barcelona 1929, wofür er mit einer Goldmedaille ausgezeichnet wurde. Von 1932 bis 1937 betrieb er in Manhattan ein Design Office, in dem er Möbel und andere Einrichtungsgegenstände für Privatkunden anbot. Zudem zählten Einzelhandelsgeschäfte und Restaurants zu seinen Kunden. Viel beachtet wurde seine Gestaltung der Inneneinrichtung für das New Yorker Café Trouville in der East 52nd Street. Die Wände schmückte er mit Ansichten europäischer Städte, die ebenso Internationalität ausstrahlen sollten wie der in zwanzig Sprachen variierte Trinkspruch Prosit, der auf Tischplatten und Gläsern zu sehen war.

### Heirat und Tätigkeit in Michigan
Alexander Girard heiratete 1936 Susan Needham (1910–1996). Aus dieser Ehe gingen der Sohn Marshall C. und die Tochter Sansi hervor. 1937 zog er mit seiner Familie nach Detroit, um für den Inneneinrichter Thomas A. Esling zu arbeiten. Für den Radiohersteller Detrola in Dearborn gestaltete Girard 1943 die Kantine und entwarf Gehäuse für die Radiogeräte des Unternehmens. Er ersetzte hierbei die bisher historisierende Gestaltung der Produkte durch einfache Formen. Ebenfalls 1943 gestaltete er für die Ford Motor Company in Dearborn neue Büroeinrichtungen. 1946 folgte der Auftrag für die Inneneinrichtung der Cafeteria der Lincoln Motor Company in Detroit.
1945 eröffnete Girard einen Designshop im Detroiter Vorort Grosse Pointe, in dem er Spiel- und Dekorationfiguren aus Sperrholz und Holz verkaufte und ab 1947 kleine Ausstellungen zeigte. In Grosse Point entstand zudem das erste von Alexander Girard geplante Haus, das er 1948 mit seiner Familie bezog. Ein großer Erfolg wurde für Girard 1949 die von ihm kuratierte Ausstellung For Modern Living im Detroit Institute of Arts. 150.000 Besucher konnten hierbei Alltagsgegenstände, Spielzeug und Textilien im neuartigen Design kennen lernen. Zu den Ausstellungsstücken gehörten beispielsweise Plywood Chairs von Charles und Ray Eames, die dort erstmals öffentlich gezeigt wurden. Zu dem Ehepaar Eames entwickelte sich eine enge Freundschaft. Ferner gehörten die Architekten und Designer George Nelson und Eero Saarinen zum Freundeskreis der Girards.

### Arbeit für den Möbelhersteller Herman Miller
Im Herbst 1951 übernahm Girard die Leitung der Textilabteilung beim Möbelhersteller Herman Miller in Zeeland im US-Bundesstaat Michigan. Seine erste Textilkollektion für das Unternehmen brachte er 1952 heraus und entwarf danach in mehr als 20 Jahren etwa 300 Muster für Tapeten, Vorhang- und Polsterstoffe. Girard arbeitete im Unternehmen eng mit Möbeldesignern wie George Nelson sowie Charles und Ray Eames zusammen. Zudem unterstützte er das Ehepaar Eames bei der Produktion des 1957 entstandenen Dokumentarfilms Day of the Dead über den Totenkult in Mexiko am Día de los Muertos.
Kennzeichnend für die hochwertigen Einrichtungs- und Polsterstoffe waren meist kraftvolle Farben. So kombinierte er beispielsweise Farben wie Rot, Rosa, Orange und Lila, was bis dahin unüblich war. Seine Motive reichten von einfachen geometrischen Formen wie Kreis, Dreieck oder Quadrat hin zu Buchstaben oder Mustern wie Pepita. Darüber hinaus wählte er Motive aus der Natur wie Sonnen oder Gemüseformen. Zudem griff er immer wieder auf traditionelle Motive der Volkskunst zurück, vor allem aus Mittel- und Südamerika. Er arbeitete mit Scherenschnitten, Stempeldrucken, Collagen oder mit Schichten von Transparentpapier und trug diese Entwürfe in zahlreichen Musterbüchern zusammen.
Neben Lateinamerika war Asien eine wichtige Inspirationsquelle für Girard. 1954 reiste er nach Indien und trug dort vor allem Stoffe und Kunsthandwerk zusammen. Hieraus arrangierte er die Ausstellung Textiles and Ornamental Arts of India, die 1955 im New Yorker Museum of Modern Art zu sehen war. Hier hatte er als Blickfang im Zentrum ein 17 Meter langes Wasserbecken anlegen lassen, um das zwölf goldene Säulen arrangiert und mit Stoffbahnen dekoriert waren. 300.000 Besucher zeigten sich von der orientalischen Schau begeistert. Nach diesem Erfolg beauftragte die indische Regierung 1965 Girard mit dem Design für die Wanderausstellung Nehru: His Life and His India über das moderne Indien unter der Regierung von Ministerpräsident Jawaharlal Nehru.
1961 richtete er für Herman Miller in New York den Textiles & Objects Shop ein. Hierin zeigte er seine Stoffentwürfe, Dekorationsobjekte und Volkskunst. Dieses Geschäft bestand zwar nur bis 1963, fand aber durch entsprechende Presseveröffentlichungen große Beachtung. Zu seinen letzten bedeutenden Entwürfen gehörten die 1971 gestalteten Enviromental Enrichment Panels. Bei diesen mit Stoffen bespannten Raumelementen wählte er Motive wie Hand and Dove, Snake oder Knot im Stil der Pop Art. Sein Design Love Heart für den Valentinstag 1972 erfreute sich besonderer Beliebtheit und wird seit dieser Zeit auf verschiedenen Produkten angeboten.

### Bedeutende Inneneinrichtungen

#### Girard Residence in Santa Fe, New Mexico
Girard zog 1953 mit seiner Familie nach Santa Fe im US-Bundesstaat New Mexico und arbeitete von hier aus weiterhin für Herman Miller. Er erwarb in Santa Fe ein 200 Jahre altes Lehmhaus, in dem er bis zu seinem Tod 1993 lebte. Das Haus diente ihm als Wohnlabor, das er immer wieder umbaute und in dem er Dinge ausprobierte. Hierzu gehörte die Farbgestaltung der Wände, ein Küchenwürfel im Esszimmer und ein farblich abgestimmtes Regalsystem. Die stilbildende Inneneinrichtung des Hauses wurde in zahlreichen Architektur-, Wohn- und Modezeitschriften veröffentlicht und diente als Vorlage für weitere Inneneinrichtungen Girards. So richtete er beispielsweise 1957 das Haus des Regisseurs Billy Wilder in Los Angeles ein.

#### Miller House in Columbus, Indiana
Irwin Miller, Präsident des Motorenherstellers Cummins Engine, beauftragte den Architekten Eero Saarinen Anfang der 1950er Jahre mit dem Bau eines neuen Wohnhauses in Columbus im US-Bundesstaat Indiana. Das Gebäude für Miller und seine Familie entstand 1953 bis 1957 unter Einbeziehung des Architekten Kevin Roche und des Landschaftsarchitekten Dan Kiley. Für die Inneneinrichtung war Alexander Girard zuständig, der in enger Abstimmung mit den Millers plante. Besonders auffällig war hierbei das Wohnzimmer mit einer quadratischen Vertiefung als Rahmen für gepolsterte Sitzbänke. Hinzu kamen eine farblich abgestufte Regalwand und von Girard entworfene Teppiche, Kissen, Kerzenständer und andere Dekorationsartikel. Auch die weiteren Räume wie das Esszimmer, die Küche und das Schlafzimmer wurden von Girard gestaltet. Nach Fertigstellung des Hauses beriet Girard die Millers weiterhin bei der Gestaltung der Inneneinrichtung und bot ihnen Objekte aus seiner Volkskunstsammlung an.

#### RestaurantLa Fonda del Sol, New York
Das auf lateinamerikanische Küche spezialisierte Restaurant La Fonda del Sol befand sich im Erdgeschoss des Time & Life Building, einem 1959 fertiggestellten Erweiterungsbau des Rockefeller Centers in New York City. Im Auftrag des Unternehmens Restaurant Associates entwarf Girard die Inneneinrichtung und das Erscheinungsbild für das Themenrestaurant mit 365 Plätzen. Während die Stühle von Charles und Ray Eames stammten, kamen die Muster der Sitzbezüge von Girard. Zentrales Motiv des Restaurants war ein Sonnenlogo, das Girard in mehr als 40 Varianten für Tischsets, Streichholzschachteln, Zuckerwürfelverpackungen, Speisekarten und Servierwagen gestaltete. Als Wandschmuck entwickelte er großformatige Sonnen aus Glas und Messing, Objekte der Volkskunst dienten als Dekoration. Für die farbenfrohe Gestaltung erhielt Girard 1962 eine Silbermedaille der Architectural League of New York. Das Restaurant bestand von 1960 bis 1971.

#### Restaurant L’Etoile, New York
Das L’Etoile war ein Restaurant mit gehobener französischer Küche im Hotel The Sherry-Netherland an der New Yorker Fifth Avenue. Es verfügte über 275 Plätze auf vier Ebenen. Als Verbindungselement entwarf Girard ein auffälliges Treppengeländer mit einem geometrischen Raster aus Dreiecken. Er verzichtete bei der Innendekoration auf allzu große Farbigkeit und nutzte stattdessen zur Raumgestaltung Acrylglasscheiben, auf denen die Namen von 500 Franzosen zu lesen waren. Hierzu passte der einfache Schriftzug des Restaurants in Schwarz-Weiß. Bei den Stühlen griff er dezent auf die Farben der französischen Trikolore zurück und für die Tischplatten wählte er ein stilisiertes Gänseblümchen als Motiv.

#### John Deere Mural in Moline, Illinois
Der Landmaschinenhersteller Deere & Company bezog im Juni 1964 sein neues, von Girards Freund Eero Saarinen entworfenes Verwaltungsgebäude in Moline im US-Bundesstaat Illinois. Girard entwarf hierfür ein dreidimensionales Mural in einer Glasvitrine mit einer Länge von etwa 60 Metern und einer Höhe von etwa drei Metern. In ähnlicher Weise hatte er bereits 1962 für den Grußkartenhersteller Hallmark Cards in Kansas City (Missouri) ein etwa sechs Meter langes Schaufenster gestaltet. Das Joon Deere Murial stellt die Firmengeschichte vom Pflug aus dem Jahr 1837 bis zur Herstellung von Traktoren dar. Girard verzichtete dabei auf eine chronologische Abfolge. Stattdessen arrangierte er die verschiedenen Exponate wie Fotografien, Firmenwerbung, landwirtschaftliche Objekte und Firmendokumente nach harmonischen Gesichtspunkten.

### Corporate Design für Braniff International Airways

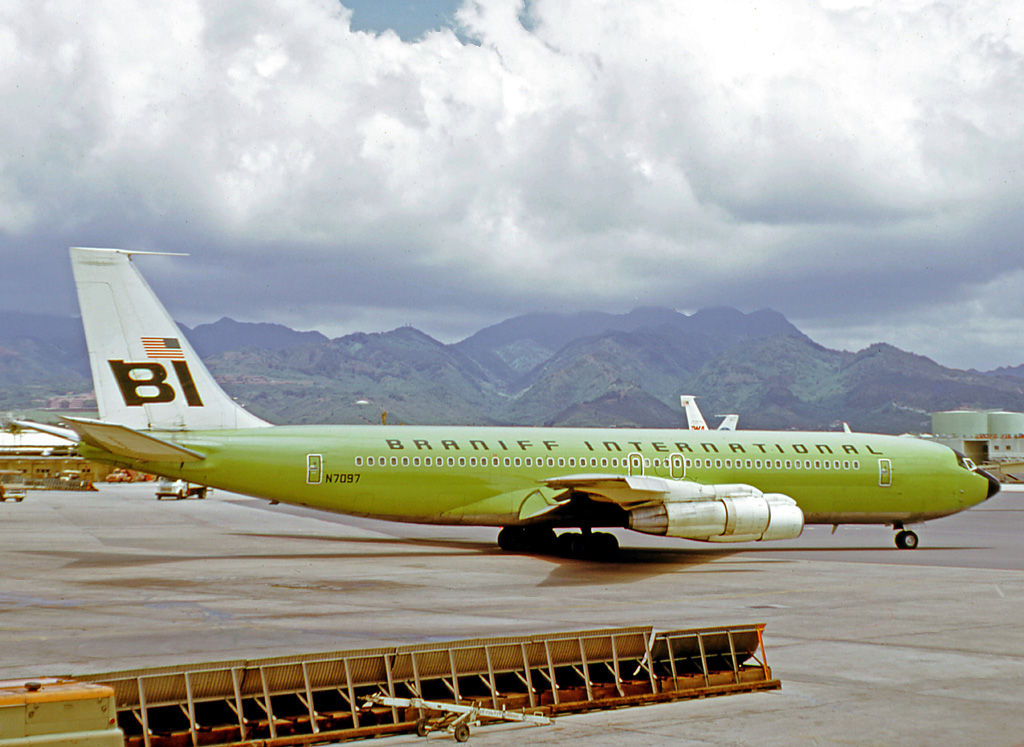
Von Alexander Girard gestalteter Außenanstrich einer Boeing 707 der Braniff International Airways in der 1967 eingeführten Farbe „Hellgrün“. Am Heck das ebenfalls von Girard entworfene Logo des Unternehmens

Lawrence Harding, Präsident der Fluggesellschaft Braniff International Airways, beauftragte Girard 1965 mit der Entwicklung eines neuen Corporate Designs. Das modernisierte Erscheinungsbild der Fluglinie stand unter dem Motto „The end of the plain plane“ (sinngemäß: Das Ende des gewöhnlichen Flugzeugs). Die Flugzeuge der Gesellschaft erhielten eine einfarbige Lackierung in einer von sieben Farben, wobei Braniff die Farben unabhängig vom eingesetzten Flugzeugtyp verwendete. Die Farbwahl wurde 1967 von dem Design-Büro Harper & George stark modifiziert. Darüber hinaus gestaltete Girard auch den Innenraum, Servicefahrzeuge, Lounges und Möbel, entwickelte eine neue Schrift und ein neues Logo, entwarf Drucksachen, Servietten und Spielkarten. Die Uniformen der Stewardessen im aufsehenerregenden Astronautenlook stammten vom italienischen Modedesigner Emilio Pucci.

### Sammler von Volkskunst
Alexander Girard und seine Frau Susan begannen Ende der 1930er Jahre Volkskunst zu sammeln. 1953 entstand dafür das Museum of International Folk Art. Auf ihren zahlreichen Reisen trugen sie bis in die 1980er Jahre mehr als 100.000 Stücke aus mehr als 100 Ländern zusammen. Hierzu gehörten Textilien, Spielzeug, Krippenfiguren und andere Objekte. Das Paar gründete für diese Sammlung 1962 die Girard Foundation. 170 Krippen der Sammlung wurden 1961 in Santa Fe öffentlich ausgestellt. Im Folgejahr war diese Ausstellung unter dem Titel The Nativity in der Nelson Gallery of Art in Kansas City (Missouri) zu sehen. Ein großer Erfolg war zudem die Schau The Magic of a People auf der Weltausstellung HemisFair 1968 in San Antonio mit zahlreichen Objekte der Volkskunst aus der Sammlung Girard. 1978 übergab die Girard Foundation ihre umfangreiche Sammlung dem Santa Fe Museum of International Folk Art, dessen Bestand dadurch verfünffacht wurde. Ein 1982 eröffneter Gebäudeflügel zeigt etwa 10.000 Objekte der Sammlung Girard.

## Ausstellungen zum Werk von Alexander Girard
Verschiedene Arbeiten von Alexander Girard befinden sich in Sammlungen von Museen wie dem Detroit Institute of Arts oder dem Museum of Modern Art. Darüber hinaus zeigten mehrere Institutionen seine Entwürfe in zahlreichen Übersichtsausstellungen zum Design des 20. Jahrhunderts. Vor allem nach seinem Tod würdigten zudem mehrere Museen in Ausstellungen sein Gesamtwerk. Hierzu gehörten das Cooper-Hewitt Smithsonian Design Museum in New York City, das von 2000 bis 2001 die Schau The Opulent Eye of Alexander Girard zeigte. Eine weitere Ausstellung war Alexander Girard. Vibrant Modern, die von 2006 bis 2007 im San Francisco Museum of Modern Art zu sehen war. Das Vitra Design Museum in Weil am Rhein zeigte von 2016 bis 2017 die Werkschau Alexander Girard: A Designer’s Universe. Im Vitra Design Museum befindet sich zudem der Design-Nachlass von Alexander Girard.

## Auszeichnungen
- 1946 Museum of Modern Art Fabrics Prize, New York
- 1962 Medal of Honor, Architectural League of New York
- 1965 Honorary Royal Designers for Industry, Royal Society of Arts, London
- 1966 Elsie de Wolfe Award, American Institute of Interior Designers
- 1966 Allied Professions Medal, American Institute of Architects
- 1974 Burlington House Award, Los Angeles
- 1980 Gold Medal, Honor Fraternity of Tau Sigma Delta, San Antonio
- 1981 Governor’s Award, New Mexico